# Bertonico
Bertonico (lombardul: Bertònegh, lodi nyelvjárásban: Bortunogh) település Olaszországban, Lombardia régióban, Lodi megyében. Lakosainak száma 1069 fő (2023. január 1.). Bertonico Castiglione d’Adda, Gombito, Montodine, Moscazzano, Terranova dei Passerini, Turano Lodigiano és Ripalta Arpina községekkel határos.

## Népesség
A település népességének változása:
| Lakosok száma | 1132 | 1127 | 1069 |
|               | 2017 | 2018 | 2023 |